# Frosta (Norvegia)
Frosta è un comune norvegese della contea di Trøndelag.